# スローター (ルイジアナ州)
スローター（英語: Slaughter）は、アメリカ合衆国ルイジアナ州イーストフェリシアナ郡の町。人口は1,035人（2020年国勢調査）。
バトンルージュ都市圏に含まれる。

## 歴史
1889年に法人化された。当時の町は創設者のバーンズ氏よりバーンズビル（Burnsville）、郵便局はベルザラ（Belzara）と呼ばれていた。イリノイ・セントラル鉄道が開通すると、スローター家の農場に駅が建設された。それに伴い、町の名前と郵便局の名称もスローターに変更された。
グロスターサザン鉄道は1987年より町まで貨物を輸送していたが、2008年に廃線となった。
アメリカ合衆国国勢調査局の登録では1990年1月1日付で町から村に変更されたが、2000年1月1日付で村から町に再度変更された。
ジャズ演奏家バディ・ボールデンをモデルとした、マイケル・オンダーチェ著作のフィクション小説『バディ・ボールデンを覚えているか』（原題: Coming Through Slaughter）の舞台となった。

## 地理
イーストフェリシアナ郡の南端に位置し、町の南はイーストバトンルージュ郡のザカリー市に接している。
ルイジアナ州道19号線が町内を通過しており、北に15マイル (24 km)行くとウィルソンに、南に20マイル (32 km)行くとバトンルージュに至る。郡庁所在地のクリントンは北東に14マイル (23 km)のところにある。
アメリカ合衆国国勢調査局によると、2023年の総面積は5.475平方マイル (14.18 km2)で、そのうち陸地は5.466平方マイル (14.16 km2)、水域は0.009平方マイル (0.023 km2)、割合は0.16パーセントである。

## 住民
2020年国勢調査によると人口は1,035人である。
| 人種 / 民族 (NH = 非ヒスパニック)               | 人口 2020 | % 2020 |
| ----------------------------------------------- | --------- | ------ |
| 白人 (NH)                                       | 878       | 84.83% |
| アフリカ系アメリカ人 (NH)                       | 70        | 6.76%  |
| ネイティブ・アメリカンおよびアラスカ先住民 (NH) | 6         | 0.58%  |
| アジア系アメリカ人 (NH)                         | 3         | 0.29%  |
| 太平洋諸島系 (NH)                               | 2         | 0.19%  |
| その他の人種 (NH)                               | 0         | 0.00%  |
| 混血 (NH)                                       | 57        | 5.51%  |
| ヒスパニック/ラテン系アメリカ人                 | 19        | 1.84%  |
| 合計                                            | 1,035     | 100%   |

## 教育
イーストフェリシアナ郡教育委員会が管轄している。スローター小学校と、スローターコミュニティチャーター・スクールがある。